# Klaus Fritzsche
Klaus Fritzsche (* 4. Juni 1946 in Hützel, Kreis Soltau) ist ein deutscher Mathematiker.

## Leben
Fritzsche wuchs in Bobingen auf und ging in Augsburg auf das Realgymnasium. Er studierte ab 1965 Mathematik an der Universität Göttingen mit dem Diplom 1972 (Einige Eigenschaften platter holomorpher Abbildungen). Danach war er Assistent und wurde 1975 bei Hans Grauert in Göttingen promoviert (Ein Kriterium für die q-Konvexität von Restmengen in kompakten komplexen Mannigfaltigkeiten). Als Post-Doktorand war er in Bonn (SFB Mathematik) und habilitierte sich 1981 in Göttingen (Vektorbündel auf Quadriken). 1981 bis 1984 war er Organisationsprogrammierer bei der Rhodia AG in Freiburg. 1984 wurde er Professor in Wuppertal. 2011 wurde er emeritiert.
Er befasste sich insbesondere mit Kohomologie von kohärenten analytischen Garben, Differenzierbaren Strukturen auf komplexen Räumen,   Differentialgeometrie quasi-projektiver Mannigfaltigkeiten, mit q-Konvexität und q-Vollständigkeit.

## Schriften
- mit Hans Grauert: Einführung in die Funktionentheorie mehrerer Veränderlicher. Springer, Berlin u. a. 1974, ISBN 3-540-06672-1 (englisch: Several complex variables (= Graduate Texts in Mathematics. 38). Springer, New York NY u. a. 1976, ISBN 0-387-90172-8).
- Mathematik für Einsteiger. Vor- und Brückenkurs zum Studienbeginn. Spektrum Akademischer Verlag, Heidelberg u. a. 1995, ISBN 3-86025-424-3 (zahlreiche Auflagen).
- mit Hans Grauert: From holomorphic functions to complex manifolds (= Graduate Texts in Mathematics. 213). Springer, New York NY u. a. 2002, ISBN 0-387-95395-7.
- Grundkurs Analysis. 2 Bände. 2005–2006;
  - Band 1: Differentiation und Integration in einer Veränderlichen. Spektrum Akademischer Verlag, Berlin u. a. 2005, ISBN 3-8274-1562-4;
  - Band 2: Differentiation und Integration in mehreren Veränderlichen. Elsevier – Spektrum Akademischer Verlag, München 2006, ISBN 3-8274-1687-6.

Aufsätze
- q-konvexe Restmengen in kompakten komplexen Mannigfaltigkeiten. In: Mathematische Annalen. Band 221, 1976, S. 251–273.
- Pseudoconvexity Properties of Complements of Analytic Subvarieties. In: Mathematische Annalen. Band 230, 1977, S. 107–122.
- mit Michael Buchner, T. Sakai: Geometry and cohomology of certain domains in the complex projective space. In: Journal für die reine und angewandte Mathematik. Band  323, 1981, S. 1–52.
- mit Michael Buchner: On the Dimension of Analytic Cohomology. In: Mathematische Zeitschrift. Band  179, Nummer 3, 1982, S. 375–385, doi:10.1007/BF01215340.
- Zur Klassifikation der 1-konvexen komplexen Räume. In: Klas Diederich (Hrsg.): Complex analysis. Dedicated to H. Grauert. Proceedings of the international workshop Wuppertal 1990 (= Aspects of Mathematics. E, 17). Vieweg, Braunschweig 1991, ISBN 3-528-06413-7, S. 115–126, doi:10.1007/978-3-322-86856-5_20.
- Was ist Euklidische Geometrie. In: Jürgen Blankenagel, Wolfgang Spiegel (Hrsg.): Mathematikdidaktik. Aus Begeisterung für die Mathematik. Festschrift für Harald Scheid. Klett, Stuttgart u. a. 2000, ISBN 3-12-983380-3, S. 54–72.